# Sten Sterning
Per Sten Kristian Sterning, född 6 januari 1915 i Malmö, död 14 november 1996 i Linköping, var en svensk kommunalpolitiker (höger). Han var far till Christer Sterning.
Sterning avlade ingenjörsexamen i Stockholm 1937, blev konstruktör vid Bofors AB 1938, vid Höganäs-Billesholms AB 1946 och arbetsstudieingenjör där 1947. Han var en kortare tid 1948 ordförande i Ungsvenska föreningen i Malmö, var ombudsman vid Malmö Borgerliga Valmansförening/Malmö Högerförbund 1948–60 och ordförande i Malmö Högerförbund 1969–71.  
Sterning var ledamot av stads-/kommunfullmäktige 1955–85, kommunalråd för industri- och affärsroteln 1961–76 samt därefter oppositionskommunalråd ända fram till 1985, då socialdemokraterna i Malmö för första gången sedan den allmänna rösträttens införande fick överlämna makten till de borgerliga med moderaten Joakim Ollén i spetsen.
Sterning författade skriften Malmöhögern 50 år (1953).